# Tabernas
Tabernas là một đô thị thuộc tỉnh Almería, cộng đồng tự trị Andalusia, Tây Ban Nha. ĐÔ thị này có diện tích 281 km², dân số năm 2005 là 3410 người.

## Biến động dân số
| 1999  | 2000  | 2001  | 2002  | 2003  | 2004  | 2005  |
| ----- | ----- | ----- | ----- | ----- | ----- | ----- |
| 3,241 | 3,210 | 3,204 | 3,217 | 3,110 | 3,180 | 3,410 |

Nguồn: INE (Tây Ban Nha)